# Johanniterkommende Werben
Die Johanniterkommende Werben war eine Niederlassung des Ordens vom Hospital des Heiligen Johannes zu Jerusalem (Johanniterorden) in Werben (Sachsen-Anhalt), die zwischen 1200 und 1217 gegründet wurde. Sie gehörte zur Ordensballei Brandenburg.

## Geschichte

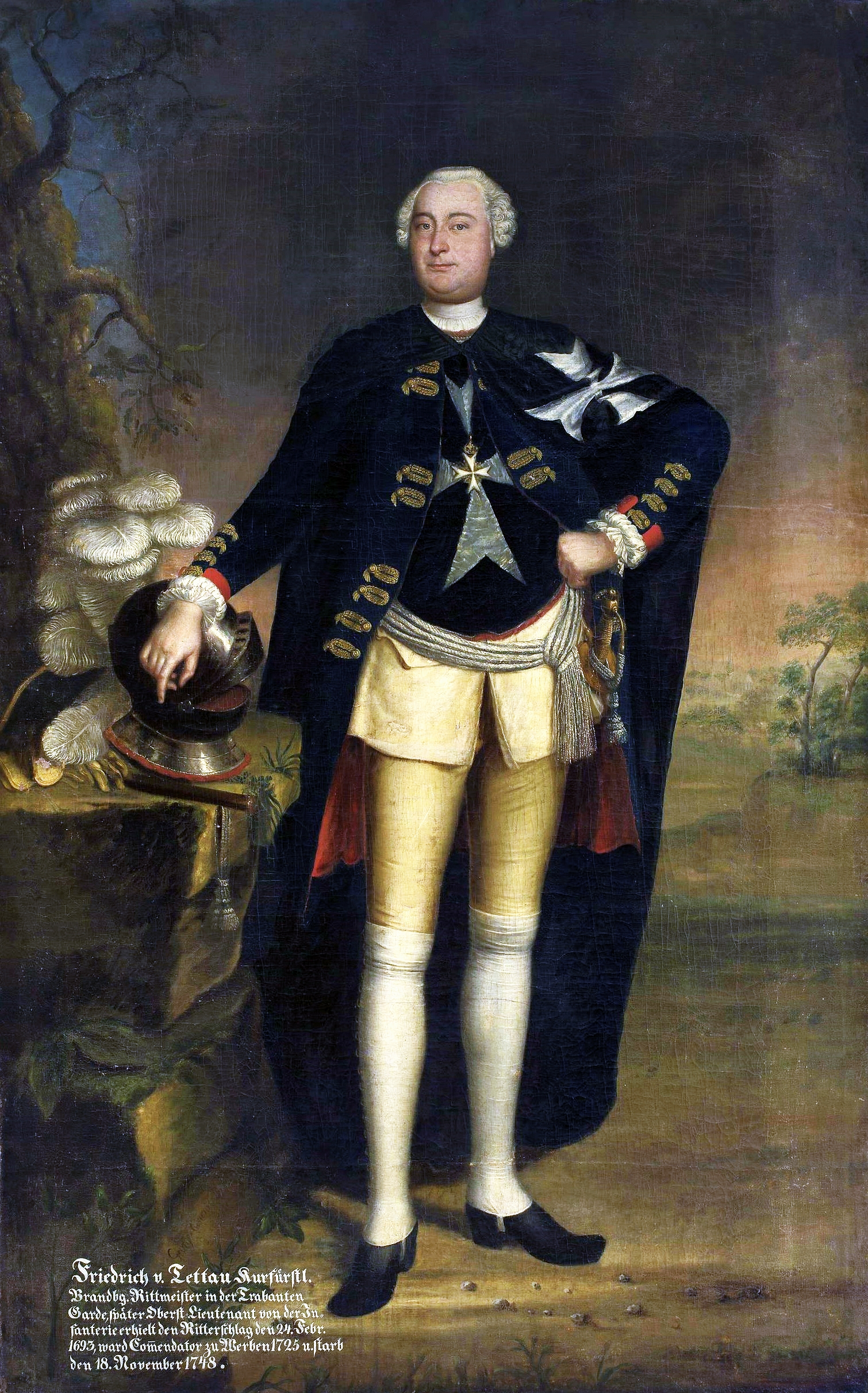
Friedrich von Tettau, Porträt von Georg Lisiewski um 1725

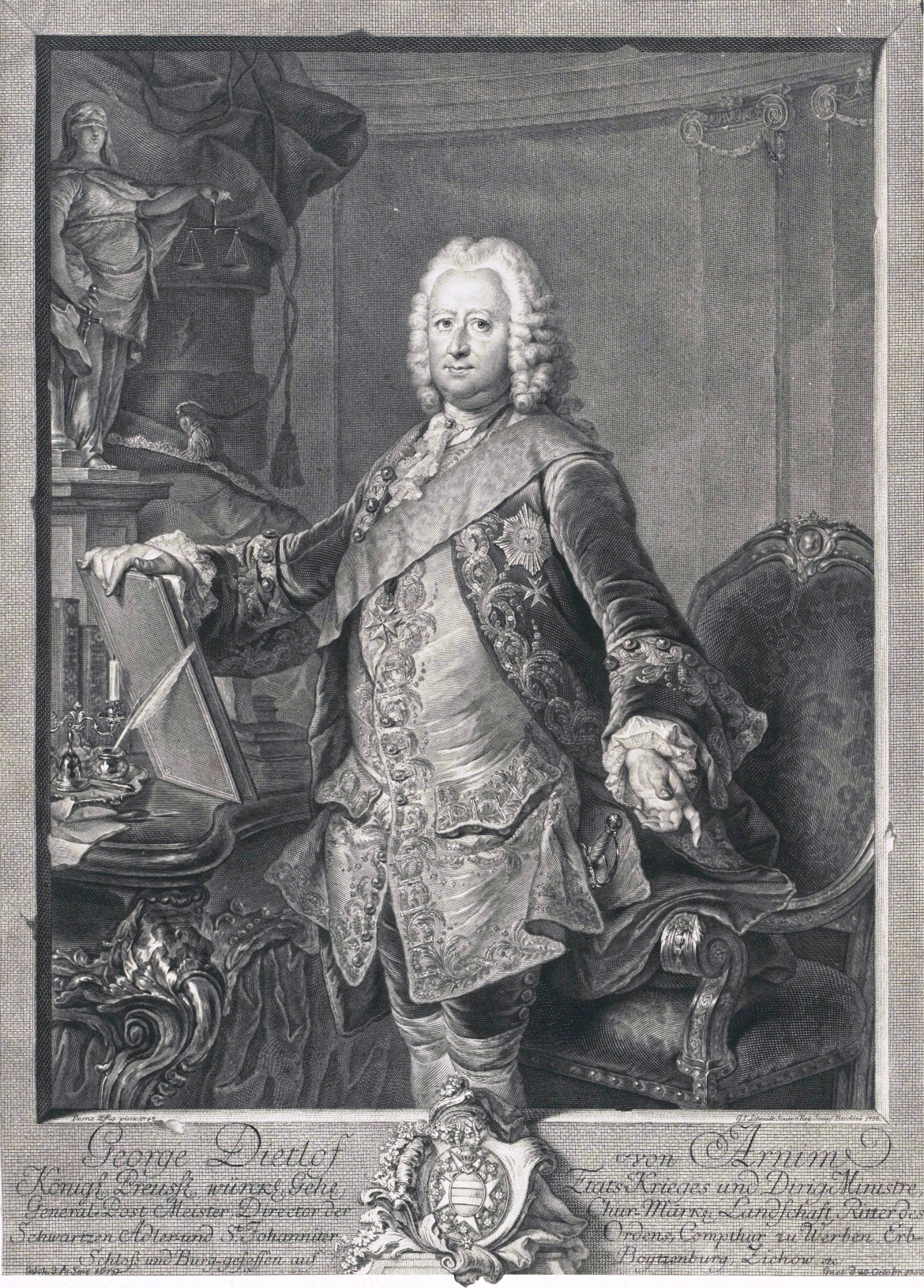
Georg Dietloff von Arnim-Boitzenburg, Kupferstich nach Antoine Pesne, 1756.

Die Johanniterkommende Werben geht auf eine askanische Stiftung zurück. Die eigentliche Gründung fand zwischen 1200 und 1217 statt. Der Johanniterkommende stand ein Komtur vor, der u. a. für den Erhalt der Gebäude, die Versorgung der Ordenspriester sowie den Unterhalt von drei Hospitälern und einer Schule sorgte. Zudem wurden die Güter der Kommende verwaltet, die durch Stiftungen und Schenkungen an den Orden in dessen Besitz kamen. Die Johanniterkommende Werben war über vierzig Jahre die einzige Einrichtung dieser Art in der alten Mark Brandenburg, Werben galt damals als ältestes Gotteshaus des Landes. Eine erstmalige Nennung eines Kommendators ist im Jahre 1251. Gebhard von Wanzleben ist Leiter von Werben 1323.
Kurz nach seinem Übertritt zur Reformation übertrug Kurfürst Joachim II. von Brandenburg im Jahr 1542 die Werbener Kirche an die Stadt. Ab 1545 stand der Johanniterkommende ein evangelischer Komtur vor.
Die Gebäude der Johanniterkommende Werben, mit dem ältesten Teil des so genannten Romanischen Hauses, wurden während des Dreißigjährigen Krieges stark beschädigt. Den Wiederaufbau gestaltete einer Vertreter der Familie von Rochow, Linie Golzow, Kommendator Otto Christoph I. von Rochow-Golzow, dieser verstarb 1659. Da die konventionelle Ablaufzeit von 15 Jahren noch nicht erreicht war, beschloss das Ordens-Kapitel der Johanniter seinen jüngsten Sohn Otto Christoph II. von Rochow-Golzow frühzeitig, und zwar schon mit 18 Lebensjahren, umgehend "seiner adelichen Tugenden nach" zum Ritter zu schlagen und als Nachfolger des Vaters für Werben zu bestätigen. Des Weiteren erfolgte das Primarium auf dieselbe Zeitlänge in Rechtsfolge auf den Successionsberichtigten, Herrn Detlof (Dittlof) Burchard von Winterfeld-Freyenstein (1623–1666), der so zwischenzeitlich von 1659 bis 1666 in Werben tätig wurde. Vor 1687 firmierte Ernst Gottlieb von Börstel als Kommendator. Eine Exspektanz auf Werben erhielt etwa zeitgleich auch der nachfolgend berühmt gewordene Hans Hermann von Katte. Im ersten Drittel des 18. Jahrhunderts stand der hoch dekorierte Friedrich von Tettau Werben als Comthur vor, ihm nachfolgend Georg Dietloff von Arnim-Boitzenburg, beide Träger des Ordens vom Schwarzen Adler und mit einflussreichen Positionen ausgestattet. Für 1762 datiert ein Obrist Johann Georg Freiherr von Reisewitz, Gartenintendant zu Rheinsberg, als Leiter der Kommende. Eingeschrieben auf Werben waren Angehörige der Grafen von Wartensleben.
Im Jahr 1807 fiel die evangelische Kommende mit der Altmark an das Königreich Westphalen. Mit dem Tod des Komturs Matthias von Jagow, seit 1799 berufen, wurde die Johanniterkommende Werben beschlagnahmt und in eine Domäne umgewandelt. Bereits um 1804 wurden Güter noch zur Kommende zugerechnet und zugleich schon als Domaine tituliert.

## Archiv
- Urkundenüberlieferung der Johanniterkommende Werben im Landesarchiv Sachsen-Anhalt, Abteilung Magdeburg
- Historische Überlieferung der Johanniterorden Ballei Brandenburg im Brandenburgischen Landeshauptarchiv.